# مدارگرد شاتل فضایی
مدارگرد شاتل فضایی یک هواپیمای فضایی یا شاتل فضایی است، این سامانه سیستم فضاپیمای مداری و تا حدی سامانه پرتاب بازکاربردپذیر که بخشی از برنامه متوقف شده شاتل فضایی است از سال ۱۹۷۷ تا ۲۰۱۱ توسط ناسا آژانس فضایی ایالات متحده اداره می‌شود، می‌توانست فضانوردان و محموله‌ها را به مدار پایین زمین حمل کند، عملیات در فضا انجام دهد سپس دوباره وارد جو شده و به عنوان گلایدر فرود آید و هرگونه محموله داخل هواپیما و خدمه خود را به زمین بازگرداند.

### سیستم کنترل نگرش

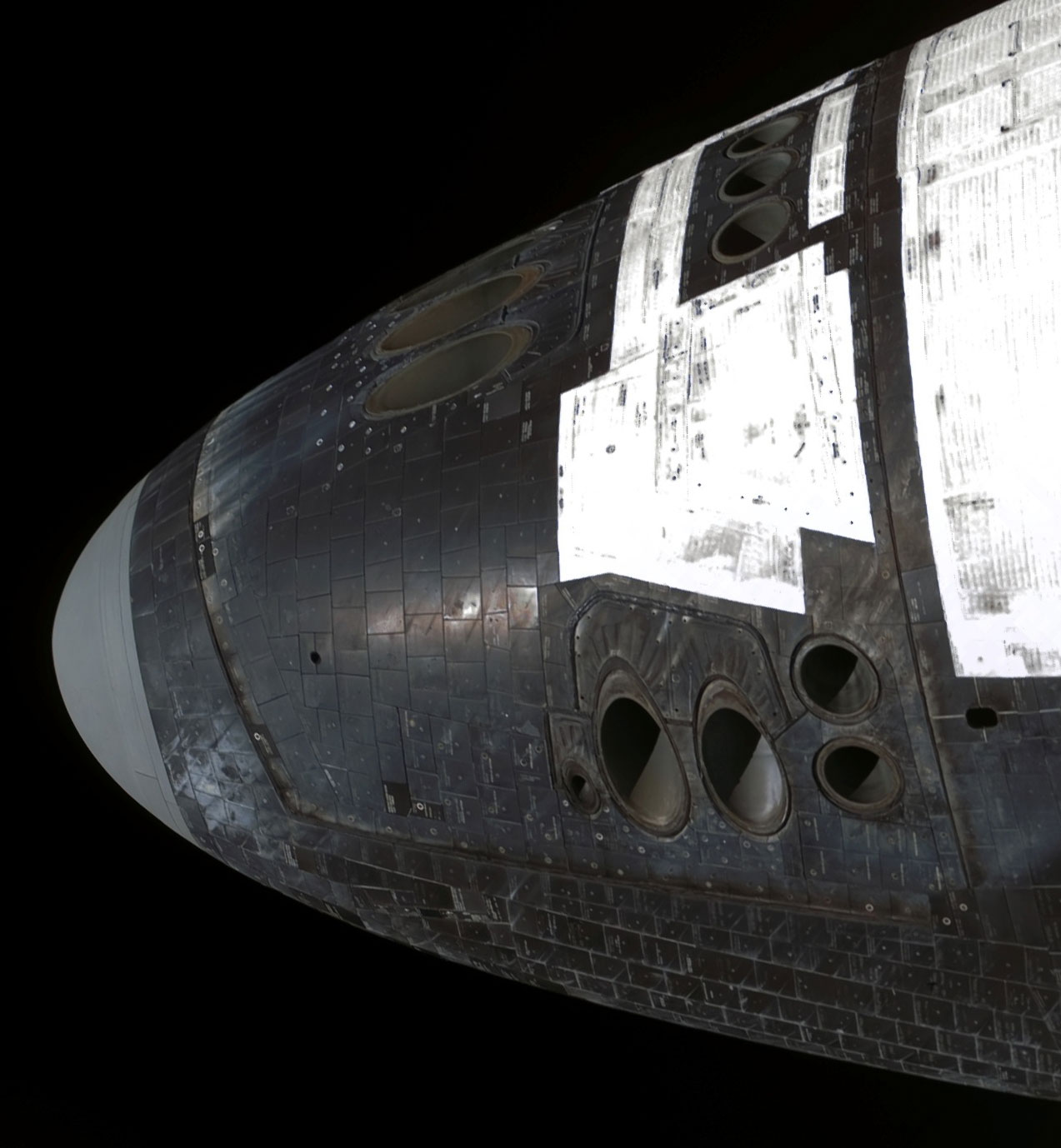
پیشرانه‌های کنترل واکنش شاتل فضایی

سیستم کنترل واکنش (RCS) از ۴۴ پیشران موشک کوچک با سوخت مایع و سامانه کنترل پرواز با سیم بسیار پیچیده آنها تشکیل شده بود که از فیلتر کالمان دیجیتال فشرده محاسباتی استفاده می‌کرد. این سیستم کنترل، کنترل نگرش معمول را در امتداد محورهای زمین، غلت و انحراف در تمام مراحل پرواز پرتاب، مدار و ورود مجدد انجام می‌دهد. این سیستم همچنین هر گونه مانور مداری مورد نیاز از جمله تمام تغییرات در ارتفاع مدار، صفحه مداری و خروج از مرکز را اجرا می‌کرد. اینها همه عملیاتی بودند که نیاز به نیروی رانش و انگیزه بیشتری برای کنترل نگرش داشتند.

### کابین فشرده

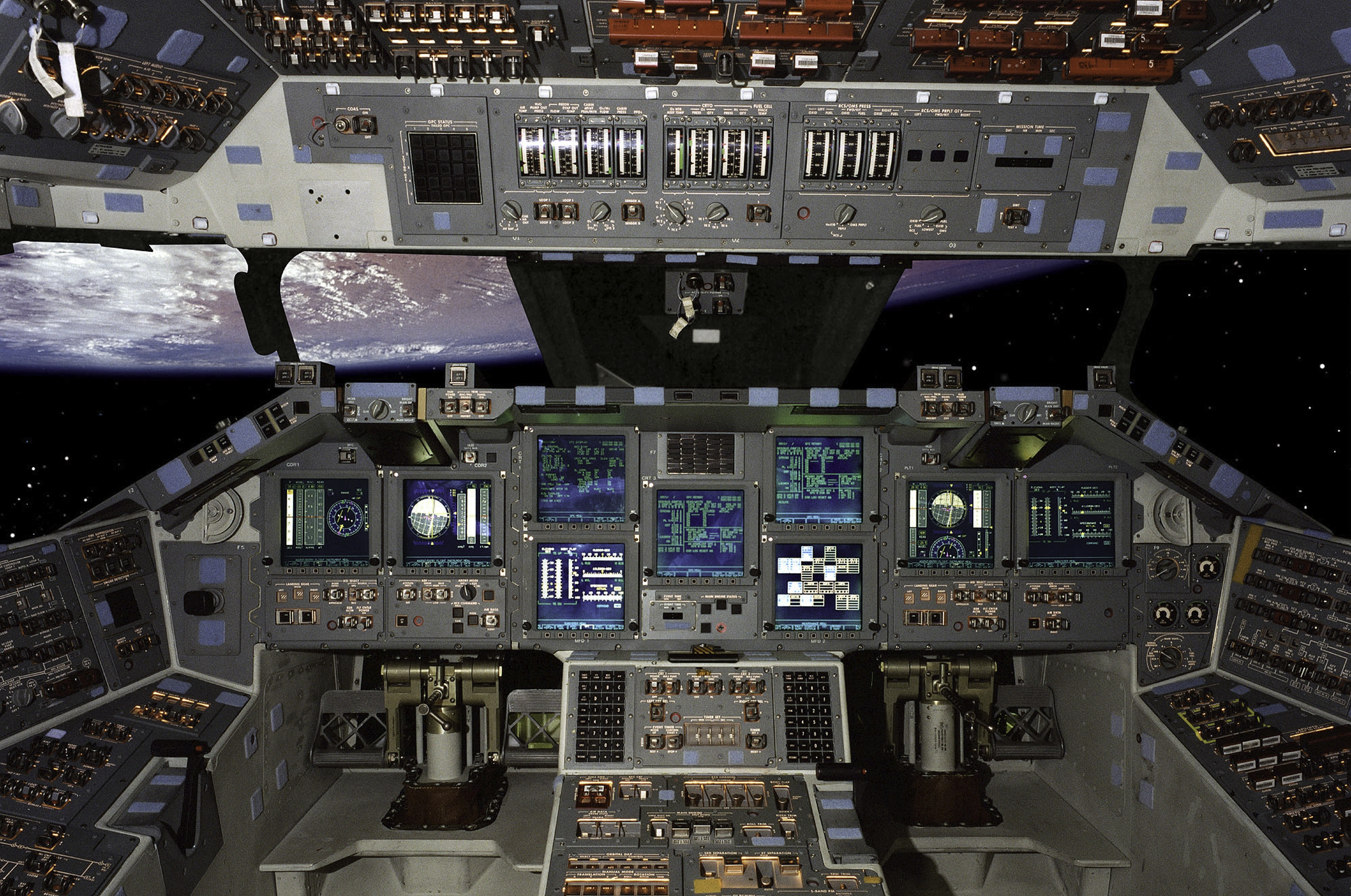
کابین شیشه‌ای شاتل فضایی (تصویر شبیه‌سازی شده، ترکیبی)

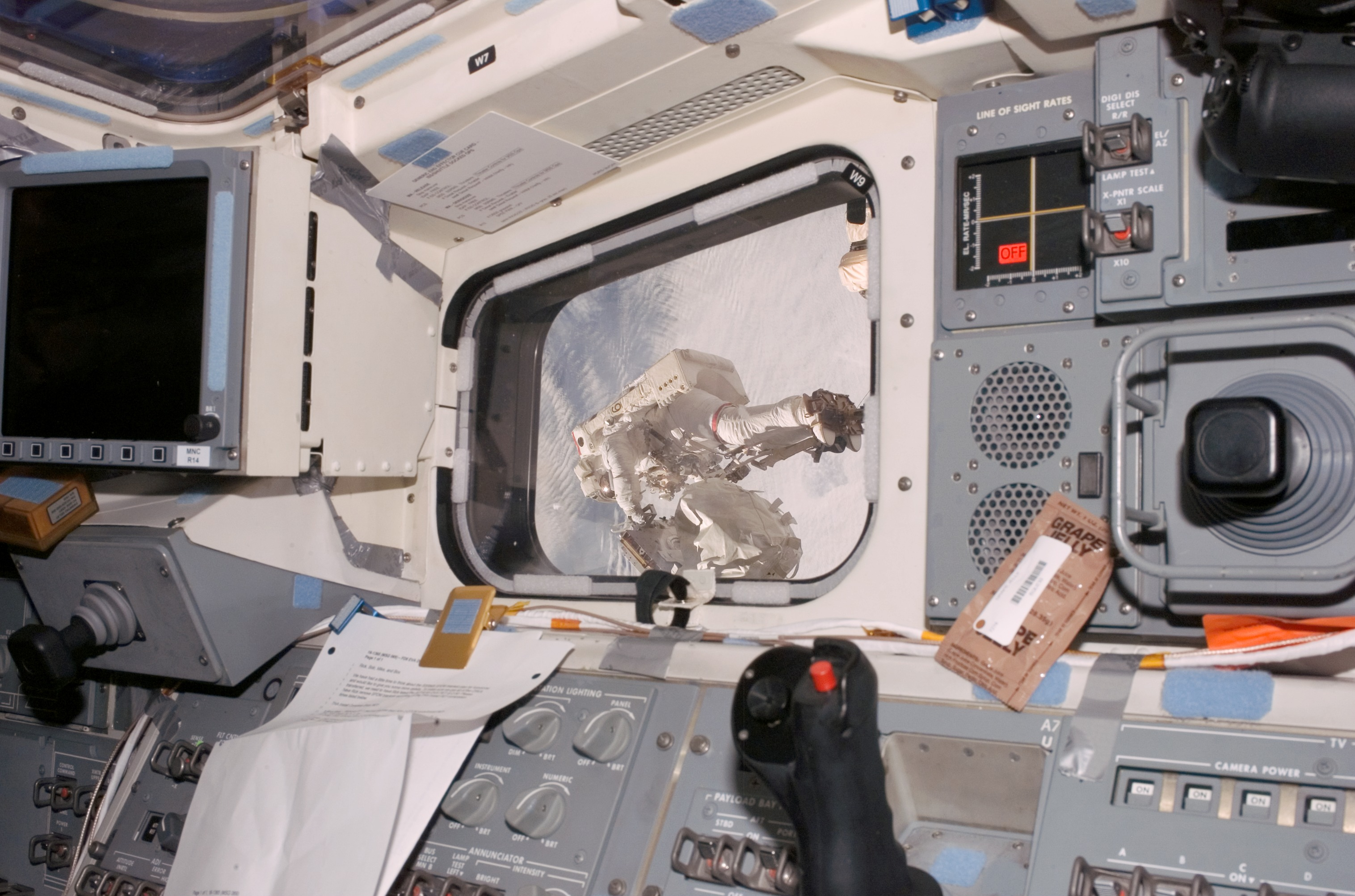
پنجره ای 's عقب عرشه پرواز اندیور

عرشه پرواز یا کابین خلبان مدارگرد در ابتدا دارای ۲۲۱۴ کنترل و نمایشگر بود که تقریباً سه برابر بیشتر از ماژول فرماندهی آپولو بود. کابین خدمه شامل عرشه پرواز، عرشه میانی و بخش خدمات بود. بالاترین عرشه پرواز که فرمانده و خلبان شاتل فضایی در آن نشسته بودند و حداکثر دو متخصص مأموریت پشت سرشان نشسته بودند. عرشه میانی که زیر عرشه پرواز بود، سه صندلی دیگر برای بقیه خدمه داشت.

### نیروی محرکه

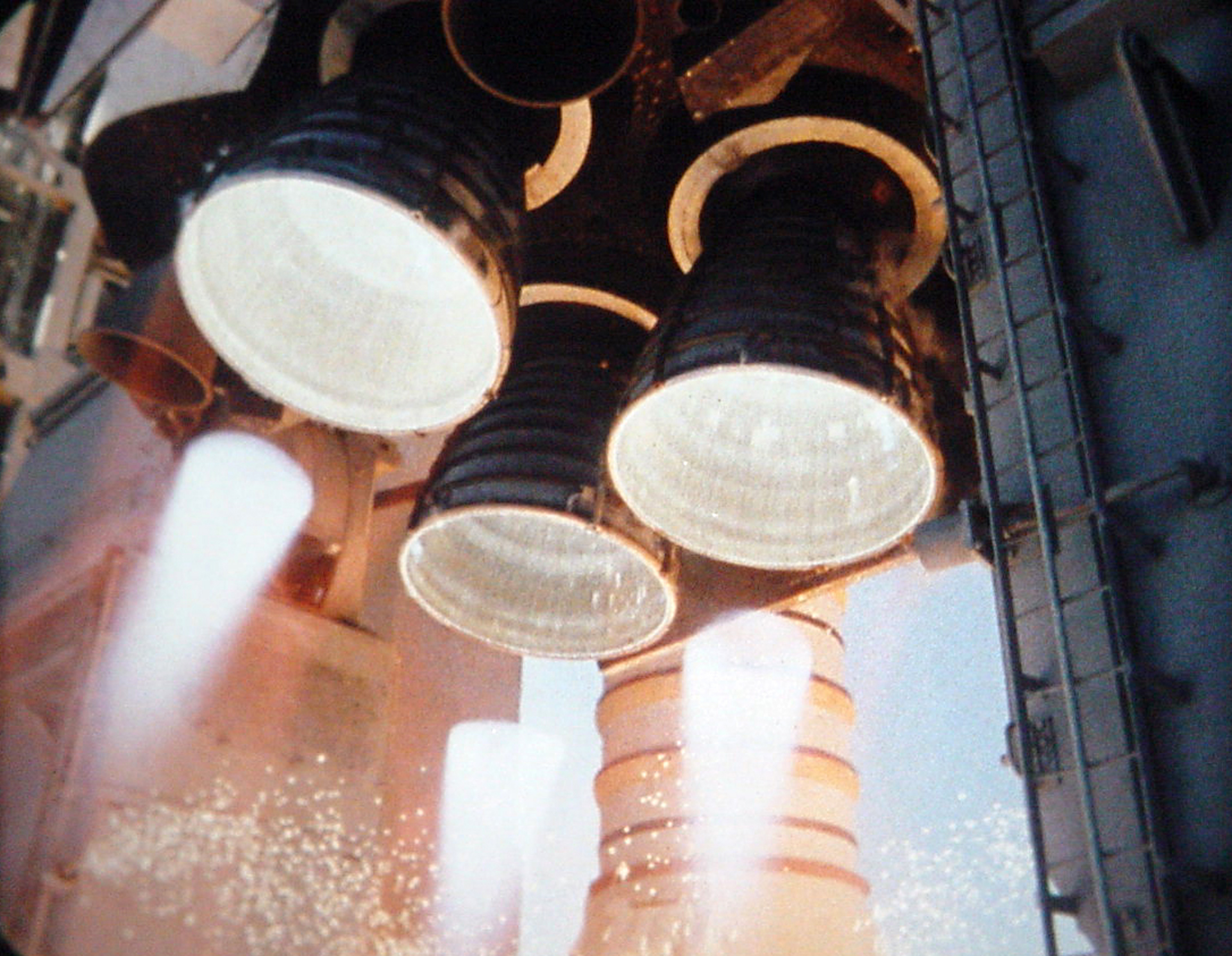
موتورهای اصلی آتلانتیس در هنگام پرتاب

سه موتور اصلی شاتل فضایی (SSMEs) بر روی بدنه پشتی مدارگرد به شکل مثلث متساوی الاضلاع نصب شده بودند.

### حفاظت حرارتی

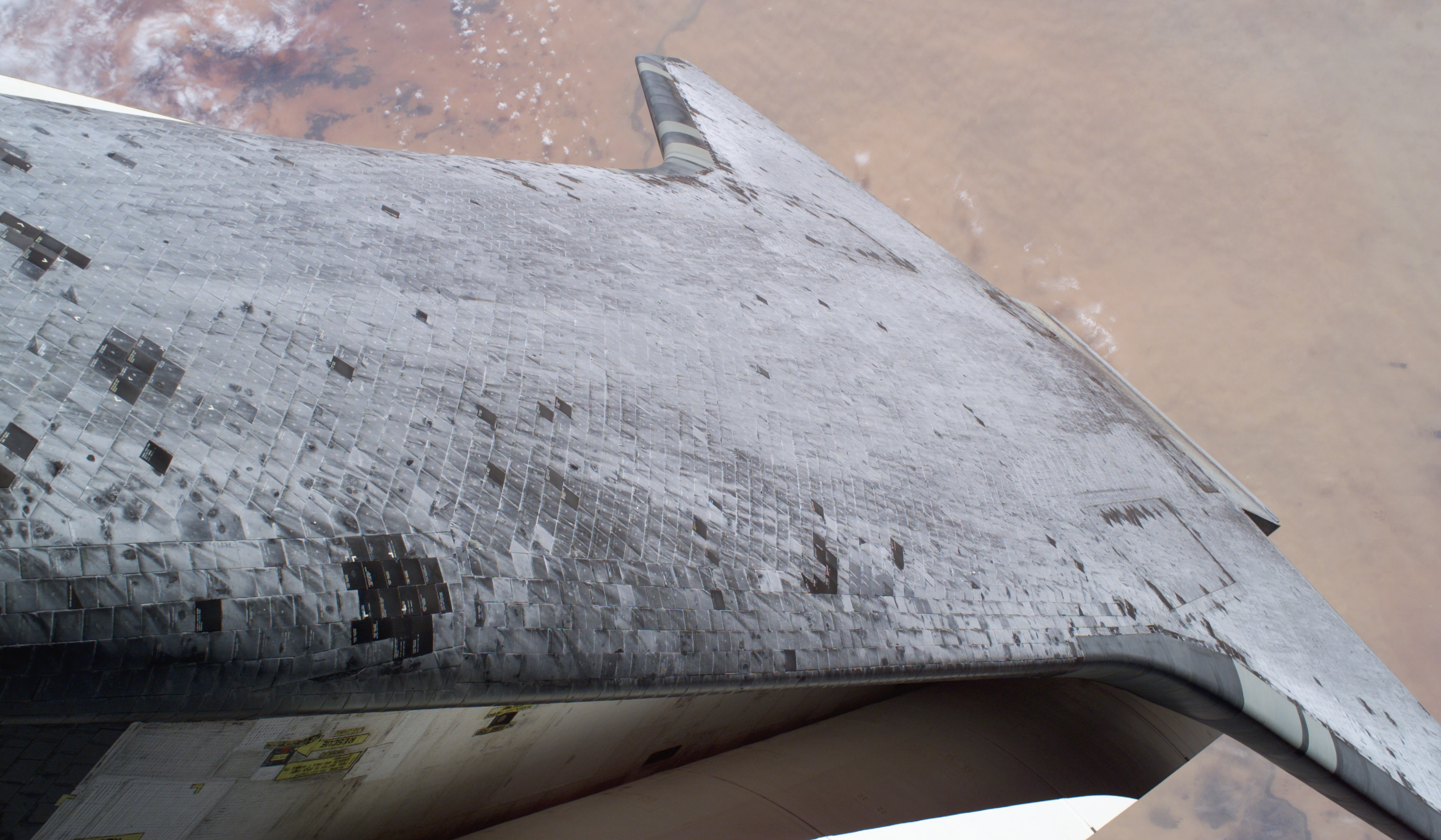
سیستم حفاظت حرارتی 's دیسکاوری

مدارگردها توسط مواد سیستم حفاظت حرارتی (TPS) (توسعه یافته توسط Rockwell Space Systems) در داخل و خارج از سطح بیرونی مدارگرد تا محفظه بار محافظت می‌شدند. TPS آن را از خیساندن سرد −۱۲۱ درجه سلسیوس (−۱۸۶ درجه فارنهایت) در فضا تا ۱٬۶۴۹ درجه سلسیوس (۳٬۰۰۰ درجه فارنهایت) گرمای ورود مجدد محافظت کرد.

### ارابه فرود

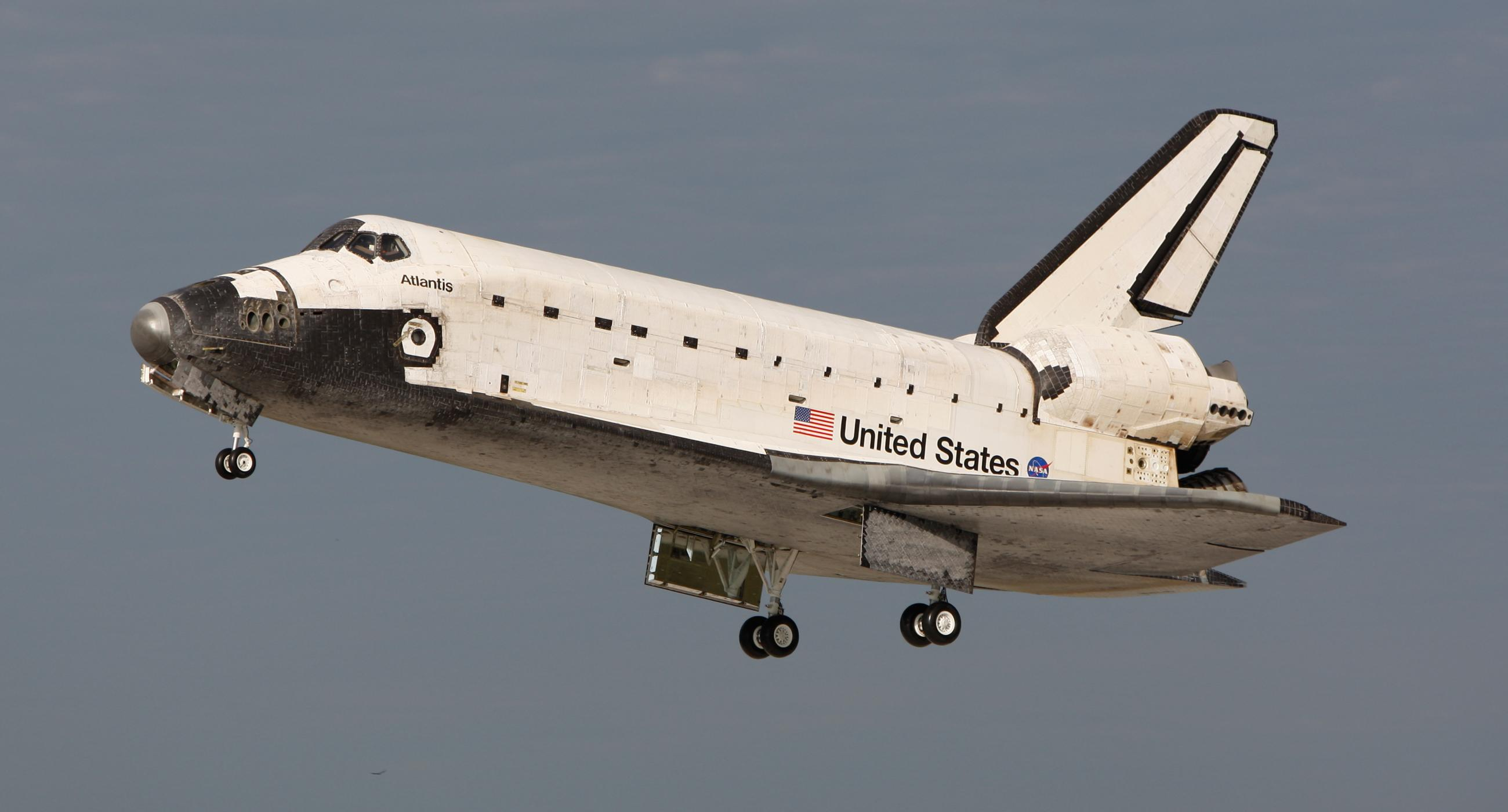
ارابه فرود آتلانتیس 's دنبال STS-122 مستقر شده‌است.

مدارگرد شاتل فضایی دارای سه مجموعه ارابه فرود بود که از درهای سپر حرارتی به سمت پایین بیرون می‌آمدند. به عنوان یک اقدام کاهش وزن، دنده پس از استقرار نمی‌تواند جمع شود. از آنجایی که هرگونه گسترش زودهنگام ارابه فرود به احتمال زیاد فاجعه آمیز خواهد بود (زیرا از طریق لایه‌های محافظ حرارتی باز می‌شود)، ارابه فرود را فقط می‌توان با کنترل‌های دستی و نه با هیچ سیستم خودکار پایین آورد.

### علائم و نشانه‌ها

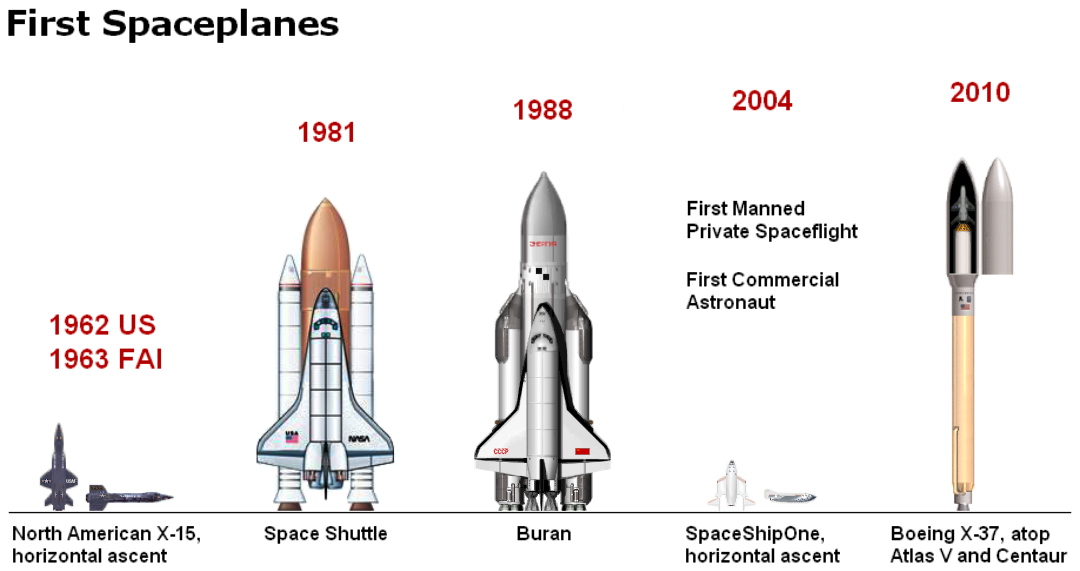
مدارگرد شاتل فضایی رتبه دوم را در میان اولین هواپیماهای فضایی جهان دارد که پیش از آن فقط X-15 آمریکای شمالی و پس از آن بوران، SpaceShipOne و Boeing X-37 قرار دارند.

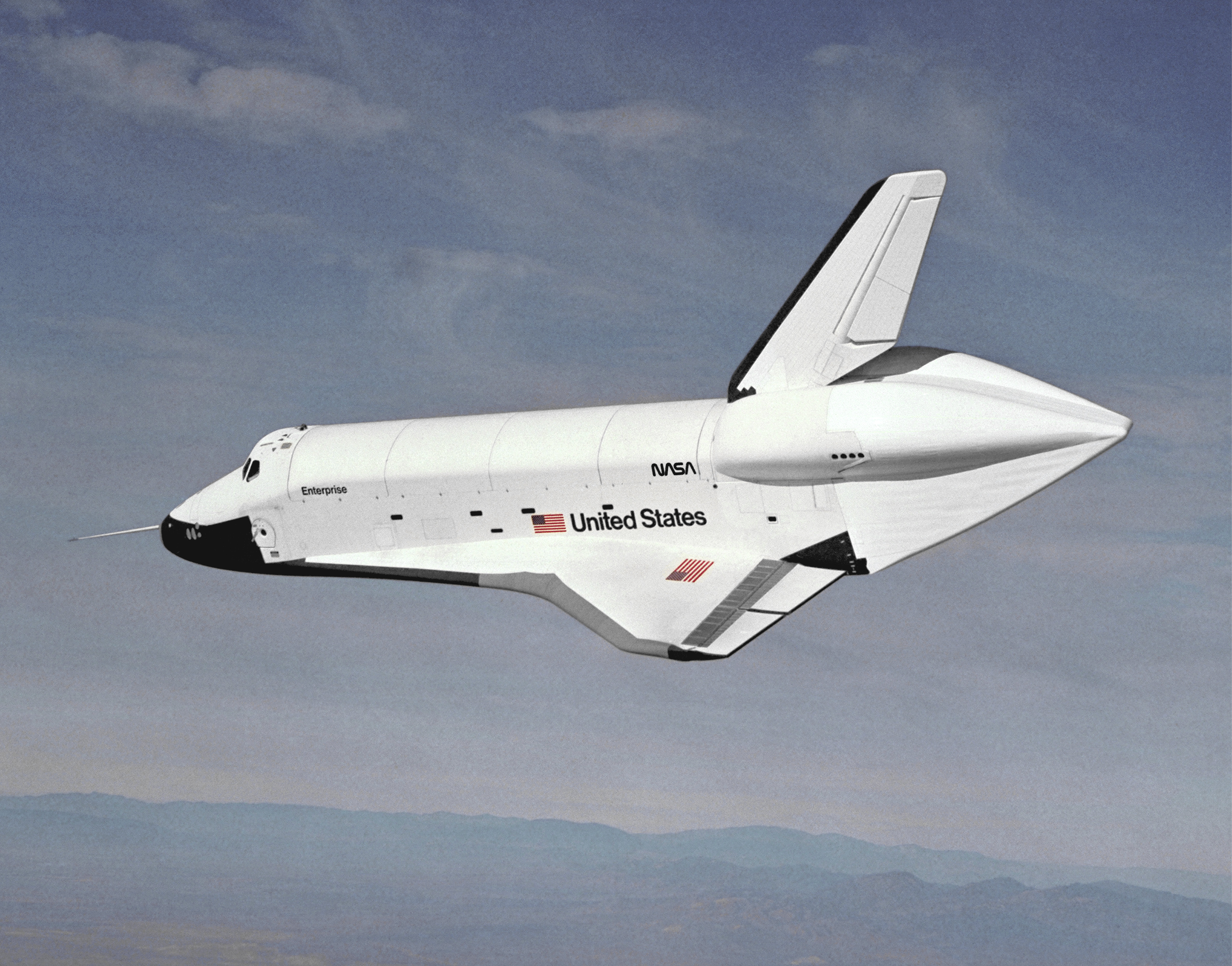
شرکتی که نشانه‌های مدارگرد را نشان می‌دهد.

حروف مورد استفاده در مدارگرد شاتل فضایی Helvetica بود.
ویژگی‌های عمومی
عملکرد

لوگوی خاکستری «کرم» ناسا که از سال ۱۹۸۲ تا ۱۹۹۸ در مدارگردها استفاده شد.

نشان «میت بال» ناسا پس از سال ۱۹۹۸ در مدارگردهای شاتل فضایی عملیاتی استفاده شد.

- Crew: Eight: Commander, pilot, three mission and three payload specialists
- Capacity: 3 passengers or 25,060 kg (55,250 lb)
- Length: 122 ft 2.0 in (37.237 m)
- Wingspan: 78 ft 1 in (23.79 m)
- Height: 58 ft 7 in (17.86 m)
- Empty weight: 171,961 lb (78,000 kg)
- Max takeoff weight: 242,508 lb (110,000 kg)
- Payload to LEO: 24,310 kg (53,590 lb)
- Cargo bay dimensions: 60 × 15 ft (۱۸٫۳ × 4.6 m)
- Powerplant: 3 × راکت‌داین Block 2-A موتور اصلی شاتل فضایی liquid-fuelled موتور راکت، 418,000 lbf (1,860 kN) thrust each
- Powerplant: 2 × آیروجت AJ10-190 liquid-fuelled موتور راکت

کارایی
- Range: 120–600 mi (190–960 km, 100–520 nmi)
- Service ceiling: 607,000–2,110,000 ft (185,000–643,000 m)
- Maximum glide ratio: Variable with speed, 1:1 at سرعت برین‌صوتی - 2:1 at سرعت فراصوت - 4.5:1 at سرعت صوت[۴]

## ناوگان
| وسایل نقلیه مدارگرد | وسایل نقلیه مدارگرد | مقالات تستی | مقالات تستی                                      |
| تعیین               | وسیله نقلیه         | تعیین       | وسیله نقلیه                                      |
| ------------------- | ------------------- | ----------- | ------------------------------------------------ |
| OV-099              | چلنجر               | OV-095      | ماکت آزمایشگاه یکپارچه سازی شاتل اویونیک (SAIL). |
| OV-101              | شرکت، پروژه         | STA-096     | مقاله آزمون سازه ECLSS                           |
| OV-102              | کلمبیا              | STA-097     | مقاله تست سازه آکوستیک ویبرو                     |
| OV-103              | کشف                 | OV-098      | مسیر یاب                                         |
| OV-104              | آتلانتیس            | MPTA-098    | مقاله تست نیروی محرکه اصلی                       |
| OV-105              | تلاش کنید           |             |                                                  |
|                     |                     |             |                                                  |

### مقاله تست
| مقالات تستی | مقالات تستی | مقالات تستی | مقالات تستی |
| تصویر       | OVD         | نام         | یادداشت |
| ----------- | ----------- | ----------- | --- |
|             | OV-095      | -           | آزمایشگاه یکپارچه سازی شاتل اویونیک، شبیه‌ساز برای تست و آموزش سیستم سخت‌افزاری و نرم‌افزاری پرواز واقعی                                               |
|             | OV-098      | مسیر یاب    | شبیه‌ساز مدارگرد برای تست‌های حرکت و جابجایی. در حال حاضر در مرکز فضایی و موشکی ایالات متحده به نمایش گذاشته شده‌است.                                  |
|             | MPTA-098    | –           | بستر آزمایشی برای سیستم‌های پیشرانه و سوخت رسانی |
|             | STA-099     | –           | مقاله تست سازه ای که برای تست تنش و حرارت استفاده می‌شود، بعداً Challenger شد                                                                         |
|             | OV-101      | شرکت، پروژه | اولین پرواز بدون اتمسفر ۱۲ اوت ۱۹۷۷. برای آزمایش‌های نزدیک و فرود استفاده می‌شود، برای پرواز فضایی مناسب نیست. این مدارگرد که قبلاً در مرکز استیون اف. |

### مدارگردهای عملیاتی
| مدارگردهای عملیاتی | مدارگردهای عملیاتی | مدارگردهای عملیاتی | مدارگردهای عملیاتی                          | مدارگردهای عملیاتی | مدارگردهای عملیاتی                            | مدارگردهای عملیاتی | مدارگردهای عملیاتی |
| نام                | تصویر              | OVD                | اولین پرواز                                 | تعداد پروازها      | آخرین پرواز                                   | وضعیت              | مرجع.              |
| ------------------ | ------------------ | ------------------ | ------------------------------------------- | ------------------ | --------------------------------------------- | ------------------ | ------------------ |
| آتلانتیس           |                    | OV-104             | STS-51-J {{سخ}} ۳ تا ۷ اکتبر ۱۹۸۵           | ۳۳                 | STS-135 {{سخ}} ۸ تا ۲۱ ژوئیه ۲۰۱۱             | [ ۷ ]              |                    |
| چلنجر              |                    | OV-099             | STS-6 {{سخ}} ۴ تا ۹ آوریل ۱۹۸۳              | ۱۰                 | STS-51-L {{سخ}} ۲۸ ژانویه ۱۹۸۶                | [ ۸ ]              |                    |
| کلمبیا             |                    | OV-102             | STS-1 {{سخ}} ۱۲ تا ۱۴ آوریل ۱۹۸۱            | ۲۸                 | STS-107 {{سخ}} ۱۶ ژانویه – ۱ فوریه ۲۰۰۳       |                    |                    |
| کشف                |                    | OV-103             | STS-41-D {{سخ}} ۳۰ اوت ۱۹۸۴                 | ۳۹                 | STS-133 {{سخ}} ۲۴ فوریه ۲۰۱۱                  | [ ۹ ]              |                    |
| تلاش کنید          |                    | OV-105             | STS-49 {{سخ}} ۷ اردیبهشت ۹۲                 | ۲۵                 | STS-134 {{سخ}} ۱۶ مه ۲۰۱۱                     | [ ۱۰ ]             |                    |
| شرکت، پروژه        |                    | OV-101             | ALT پرواز رایگان شماره ۱ {{سخ}} ۱۲ اوت ۱۹۷۷ | ۵ (زیر مداری)      | ALT پرواز رایگان شماره ۵ {{سخ}} ۲۶ اکتبر ۱۹۷۷ | [ ۱۱ ]             |                    |

- کلمبیا اولین بار در ۱۲ آوریل ۱۹۸۱ راه اندازی شد. در ۱ فوریه ۲۰۰۳، کلمبیا در حین ورود مجدد به بیست و هشتمین پرواز فضایی خود از هم پاشید.
- چلنجر اولین بار در ۴ آوریل ۱۹۸۳ به فضا پرتاب شد. در ۲۸ ژانویه ۱۹۸۶، ۷۳ ثانیه پس از پرتاب در دهمین مأموریت خود متلاشی شد.
- دیسکاوری اولین بار در ۳۰ اوت ۱۹۸۴ راه اندازی شد. این هواپیما ۳۹ مأموریت را انجام داد و پس از نابودی تصادفی چلنجر و کلمبیا، وسیله نقلیه «بازگشت به پرواز» ناسا بود. دیسکاوری آخرین مأموریت خود، STS-133 را در مارس ۲۰۱۱ به پایان رساند. در حال حاضر در موزه ملی هوا و فضای اسمیتسونیان، مرکز استیون اف.
- آتلانتیس اولین بار در ۳ اکتبر ۱۹۸۵ به فضا پرتاب شد. این هواپیما ۳۳ پرواز فضایی از جمله آخرین مأموریت شاتل فضایی STS-135 را در ژوئیه ۲۰۱۱ انجام داد.
- Endeavor اولین بار در ۷ می ۱۹۹۲ راه اندازی شد. ۲۵ پرواز فضایی انجام داد که آخرین آن STS-134 بود که در ۱۶ می ۲۰۱۱ به فضا پرتاب شد.

### ماکاپ‌ها
علاوه بر مقالات آزمایشی و مدارگردهای تولید شده برای استفاده در برنامه شاتل، ماکت‌های مختلفی نیز در سراسر ایالات متحده به نمایش گذاشته شده‌است:
| ماجرا                               |  | بدنه جلو                                                      | مرکز فضایی هیوستون       | حذف شده           |
| <i id="mwAyg">آمریکا</i>            |  | پر شده                                                        | شش پرچم آمریکای بزرگ     | حذف شده           |
| <i id="mwAzU">الهام (کالیفرنیا)</i> |  | بیشتر به جز درهای بال چپ، تثبیت کننده عمودی و درهای محفظه بار | مرکز فضایی یادبود کلمبیا | حذف شده           |
| <i id="mwA0I">استقلال</i>           |  | پر شده                                                        | مرکز فضایی هیوستون       | بر روی صفحه نمایش |
| الهام (فلوریدا)                     |  | پر شده                                                        | تسهیلات فرود شاتل        | بر روی صفحه نمایش |

## آمار پرواز
الگو:Shuttle timeline

## یادداشت
1. ↑  Formerly known as STA-099.
2. ↑  Retroactive honorary designation
3. ↑  Unofficial honorary designation